# La città del jazz
La città del jazz (New Orleans) è un film del 1947.

## Trama
Una giovane cantante lirica, Miralee, si reca dalla madre a New Orleans per tentare di dare una scossa alla propria carriera. Qui conosce Nick, un giovane che gestisce un locale dove si suona la musica jazz. La ragazza viene immediatamente conquistata da Nick e dalla nuova musica e prende a frequentarlo con grande opposizione della madre. La donna arriva ad offrire al ragazzo una somma di denaro perché smetta di vedere la figlia, questi rifiuta fermamente, ma dice a Miralee che dovrebbero smettere di vedersi così che sua madre si tranquillizzi. La ragazza si rifiuta di accettare questa soluzione, così sua madre ricorre al colonnello McArdle inducendolo a chiudere il locale perché fonte di caos e pericolo. Miralee non vedendo più il suo innamorato crede che abbia preferito il denaro a lei e con il cuore spezzato si concentra sulla carriera. L'impegno la premia, negli anni successivi miete successi e riscuote premi, è durante una tournée che incontra Louis Armstrong che le racconta la verità. La giovane lascia tutto e parte per cercare il suo innamorato.